# Ptero-Engine
Ptero-Engine — игровой движок, разработанный для внутреннего использования чешской компанией Pterodon и примененный в ряде собственных разработок. Всего было выпущено три версии движка. Наиболее известной игрой, использующей Ptero-Engine, является Vietcong.

## История разработки
Первая версия Ptero-Engine использована в 3D-шутере Flying Heroes (русское название — «Рыцари поднебесья», издатель — 1С), выполненном в стилистике «фэнтези». Игра была разработана компанией Pterodon, совместно с Illusion Softworks и выпущена в 1999 году. Игра была положительно принята критикой; в рецензиях на игру неоднократно упоминалось о высоком уровне графического исполнения.
К концу 2000 года, программисты Pterodon окончили создание второй версии игрового движка, Ptero-Engine 2. Исходя из прошлого опыта, движок разрабатывался по модульной структуре. Были созданы плагины экспорта для 3ds Max, предназначенные для облегчения работы дизайнерам графики. Ведущий художник Illusion Softworks — игра Vietcong являлась совместных проектом Pterodon и Illusion, работал с программистами над внесением важных элементов в редактор сцен. Движок также стал поддерживать, кроме ПК, консоли Xbox и PlayStation 2 с выходом Vietcong: Purple Haze (2004).
Третья версия движка — Ptero-Engine 3 — была разработана для шутера Vietcong 2, который вышел в 2005 году. Было увеличено возможное разрешение текстур, улучшена обработка динамических теней и водных поверхностей, осуществлены другие усовершенствования. Эта игра стала последней, в которой использовался движок Ptero-Engine.
Помимо официальных игр, на движке было сделано множество пользовательских модификаций для игр серии Vietcong. На официальном сайте компания Pterodon предоставляет к свободной загрузке редактор карт, плагины для 3ds Max, справочные руководства по эксплуатации и другие материалы для создания дополнений.

## Разработанные игры
- 2000 — Flying Heroes[англ.] (совместно с Illusion Softworks) (ПК)
- 2003 — Vietcong (ПК)
  - 2004 — Vietcong: Fist Alpha (аддон) (ПК)
- 2004 — Vietcong: Purple Haze (ПК, Xbox, PlayStation 2)
  - 2005 — Vietcong: Red Dawn (аддон) (ПК, Xbox, PlayStation 2)
- 2005 — Vietcong 2 (совместно с Illusion Softworks) (ПК)
  - 2005 — Vietcong: Fist Bravo (ПК) (бесплатный аддон)
- Отменено — аддон для Flying Heroes (ПК)